# Amfetamini
Amfetamini (Alfa-metil-fenetilamini) su skupina lijekova vrlo sličnih farmakoloških svojstava, u koju spadaju i "ulične droge".

Kao što i naziv sugerira, amfetamini su alfa-metilni derivati β-fenetilamina, prirodnog monoamina koji u središnjem živčanom sustavu ima funkciju neuromodulatora i u manjoj mjeri neurotransmitora (pripada tzv. aminima u tragovima).

## Kemija
U amfetamine ubrajamo:
- 1-fenilpropan-2-amin ili 1-fenilbutan-2-amin, njihovi enantiomeri, i spojevi strukturno izvedeni iz njih na jedan ili više od sljedećih načina:
  - zamjenom jednog ili oba vodikova atoma amino-skupine alkilnom, acilnom ili alkenilnom skupinom;
  - uključenjem amino-skupine u cikličku strukturu;
  - susptitucijom na šesteročlanom prstenu s jednim ili više supstituenata iz skupine koju čine alkil, alkiloksi, nitro, metilendioksi i halogen;
  - zamjenom jednog ili više vodikovih atoma etilenske skupine metilnom skupinom.

## Predstavnici
- amfetamin
- metamfetamin
- MDMA
- prirodni alkaloidi biljaka: efedrin, pseudoefedrin, katinon

## Djelovanje
Amfetamini djeluju kao psihomotorički stimulansi - povećavaju razinu energije te umanjuju umor, poboljšavaju raspoloženje i koncentraciju, a pri višim dozama uzrokuju euforiju.

Svoj stimulativni učinak ostvaruju tako da pojačavaju izlučivanje monoamina (dopamina, noradrenalina, serotonina) iz presinaptičkog neurona u sinapsu (eng. releasing agents) te tako da kompetitivno inhibiraju njihovu ponovnu pohranu iz sinapse. 
Djeluju, dakle, kao posredni simpatomimetici, jer ne aktiviraju simpatikus izravnim vezanjem na receptore.

## Nuspojave
- povećanje krvnog tlaka
- ubrzan rad srca
- proširenje zjenica
- nesanica
- erektilna disfunkcija u muškaraca (ali povećana seksualna želja)
- anksioznost, napetost, nemir
- stereotipno ponašanje
- gubitak apetita
- psihoza (najčešće akutna, pri visokim dozama)
- psihička ovisnost

## Primjena
Amfetamini u Hrvatskoj nisu registrirani kao lijekovi, ali su dostupni na crnom tržištu te se zloupotrebljavaju kao droga. (uglavnom amfetamin ("speed") i MDMA ("ecstasy")).
U Americi se racemični amfetamin (Adderall®), dekstroamfetamin (Dexedrine®),a rjeđe i metamfetamin (Desoxyn®) koriste za liječenje ADHD-a i narkolepsije. 

U Hrvatskoj je kao lijek za ADHD kod djece koristi samo metilfenidat (Concerta®), koji je strukturno i farmakološki srodan amfetaminu.
Efedrin i pseudoefedrin se koriste za odčepljivanje nosa (npr. kod prehlade) zbog svojeg vazokonstrikcijskog djelovanja.
U Americi se u sklopu MAPS-a (Multidisciplinary Association for Psychedelic Studies) trenutno provode kliničke studije koje ispituju učinak MDMA kao pomoćno sredstvo u psihoterapiji PTSP-a te socijalne anksioznosti kod autizma.